# Jouy-en-Josas
Pour les articles homonymes, voir Jouy et Josas.
Jouy-en-Josas [ʒwi ɑ̃ ʒozas]  est une commune française située dans le département des Yvelines, en région Île-de-France.

## Géographie
Jouy-en-Josas est une ville  de la banlieue parisienne située à quatre kilomètres au sud-est de Versailles et à 19 km au sud-ouest de Paris.
La commune se trouve dans l'aire d'attraction de Paris ainsi que dans son  unité urbaine et son bassin de vie. Elle fait partie de la zone d'emploi de Versailles-Saint-Quentin.

### Communes limitrophes
Les communes limitrophes sont Vélizy-Villacoublay au nord-est, Bièvres (Essonne) à l'est, Saclay (Essonne) au sud, Toussus-le-Noble à l'extrême sud-ouest, Les Loges-en-Josas à l'ouest, Buc au nord-ouest et Versailles au nord-nord-ouest.

### Hydrographie

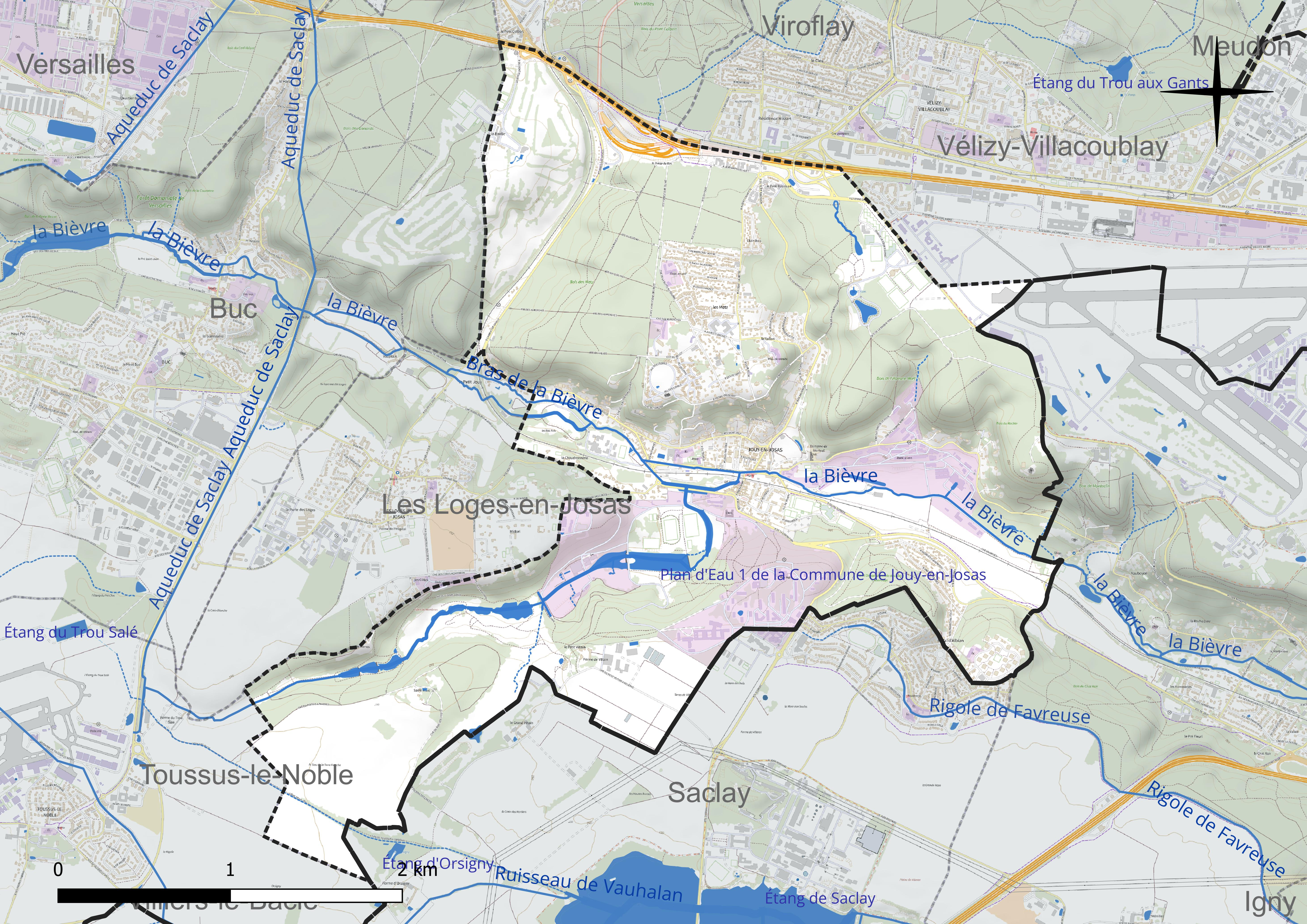
Carte hydrographique de la commune.

Jouy est drainée par la Bièvre, un affluent du fleuve la Seine.
À l’ouest, à son entrée sur le territoire communal, la rivière est divisée en deux bras.
- Un bras naturel au nord qui parcourt le parc des Bas Près, longe l’avenue Jean-Jaurès en passant à proximité de la gare.
- Un bras artificiel surélevé qui passe sous la voie ferrée puis sous le pont d’Austerlitz sous la route des Loges, puis longe la rue de la Libération de l’autre côté du domaine du château qui fait partie du campus d’HEC et passe sous la voie ferrée près du passage à niveau de la rue Oberkampf. Ce bras surélevé alimentait deux moulins, le moulin Saint-Martin et le Vieux Moulin rue Oberkampf. Ces deux moulins furent rachetés par l'industriel Oberkampf.

Les deux bras se rejoignent près de la Mairie. Le bras unique longe le côté nord de la rue Jean-Jaurès et pénètre dans le domaine de l’INRA où il se divise encore. 
La partie sud du territoire communal est parcourue par un affluent de la Bièvre, le ru Saint-Marc ou ru de Saint-Mard, qui prend sa source à Toussus-le-Noble au lieu-dit le Trou salé, alimente plusieurs étangs, traverse le golf de Saint-Marc et le campus HEC également par des étangs et se jette dans la Bièvre par une petite chute à la limite du domaine du château (HEC).

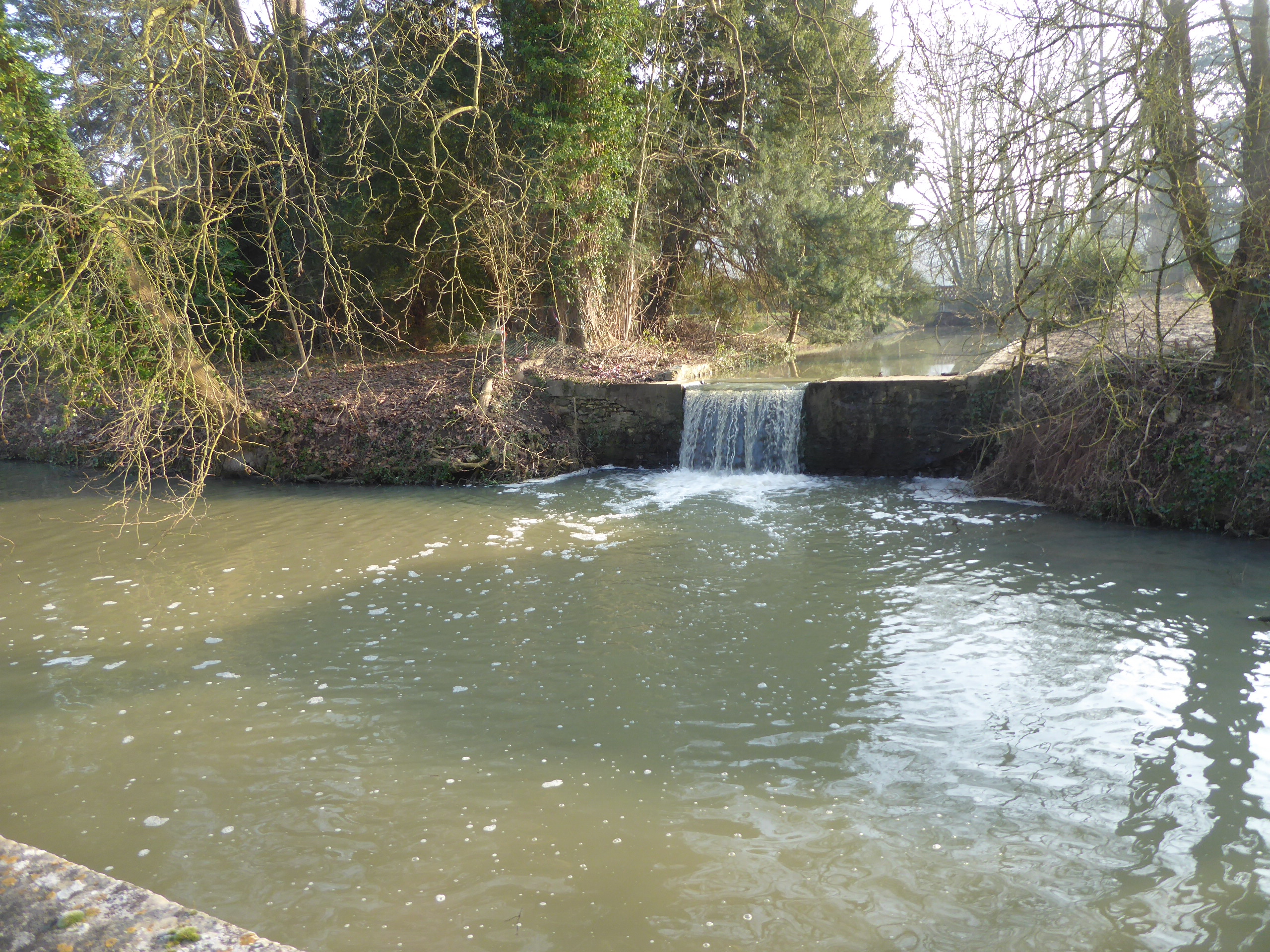
Le confluent du ru de Saint-Marc et de la Bièvre.
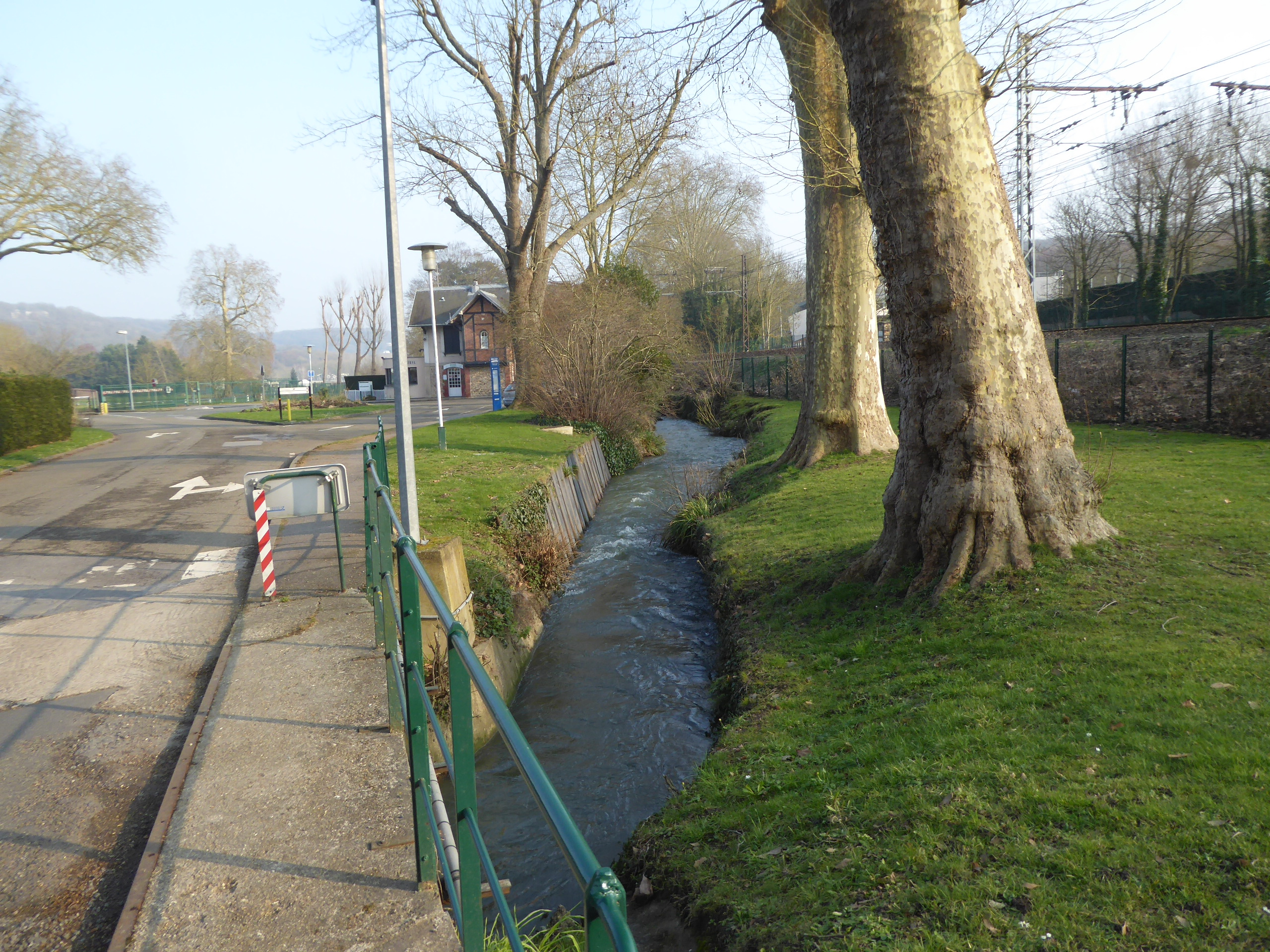
La Bièvre près de l'entrée du domaine de l'INRA.
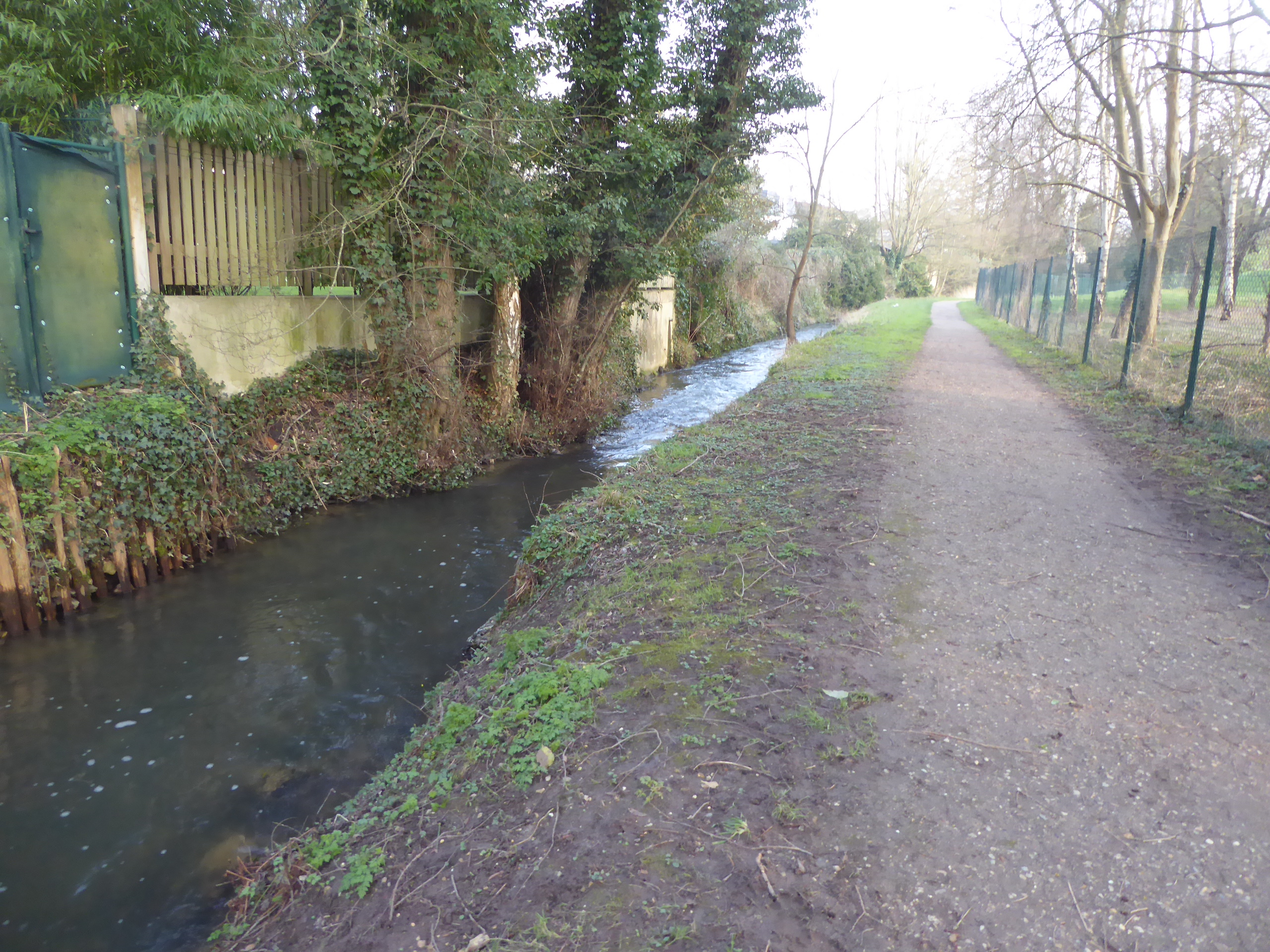
La Bièvre dans les Bas Prés.
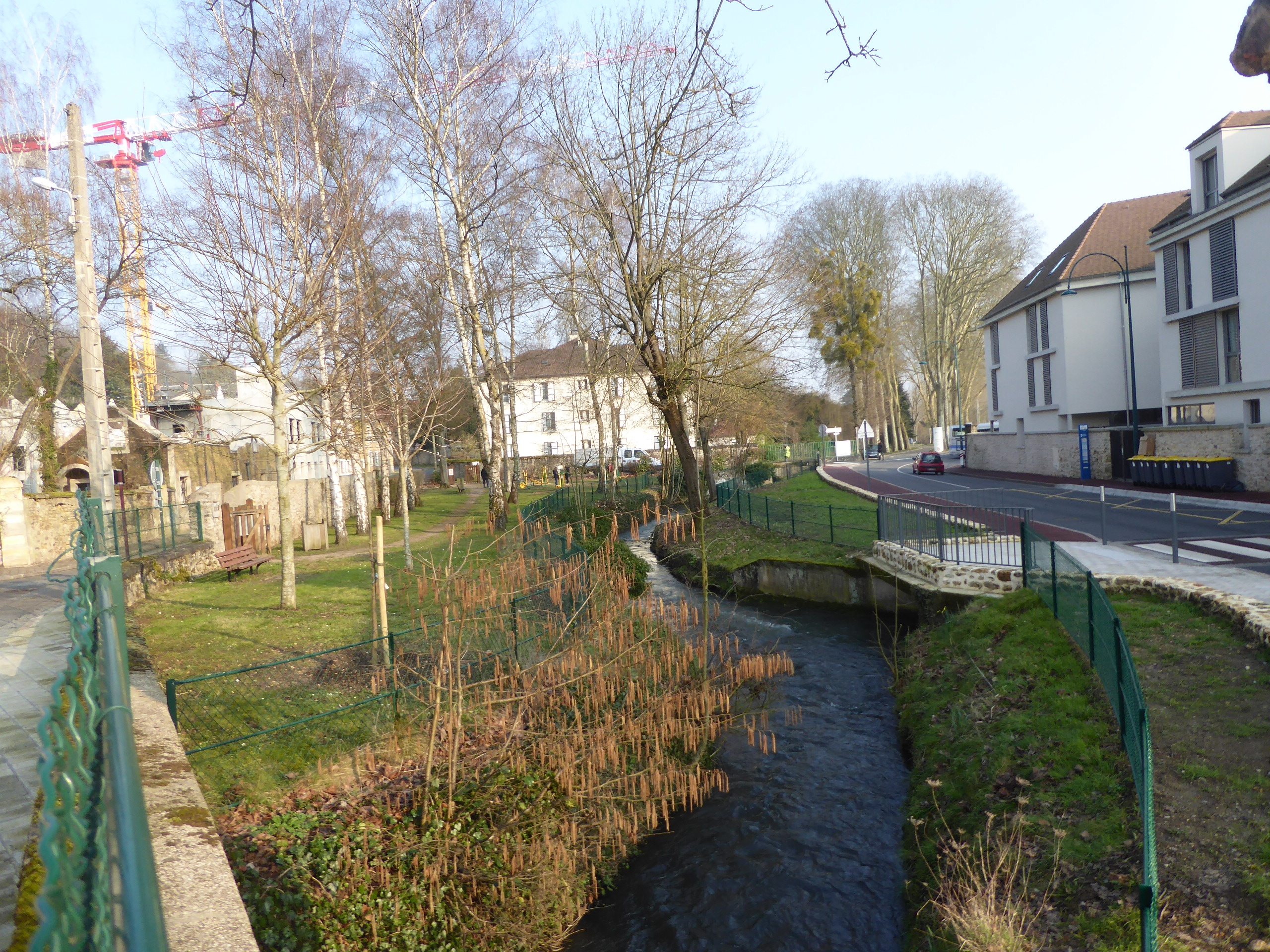
La Bièvre le long de l'avenue Jean-Jaurès.
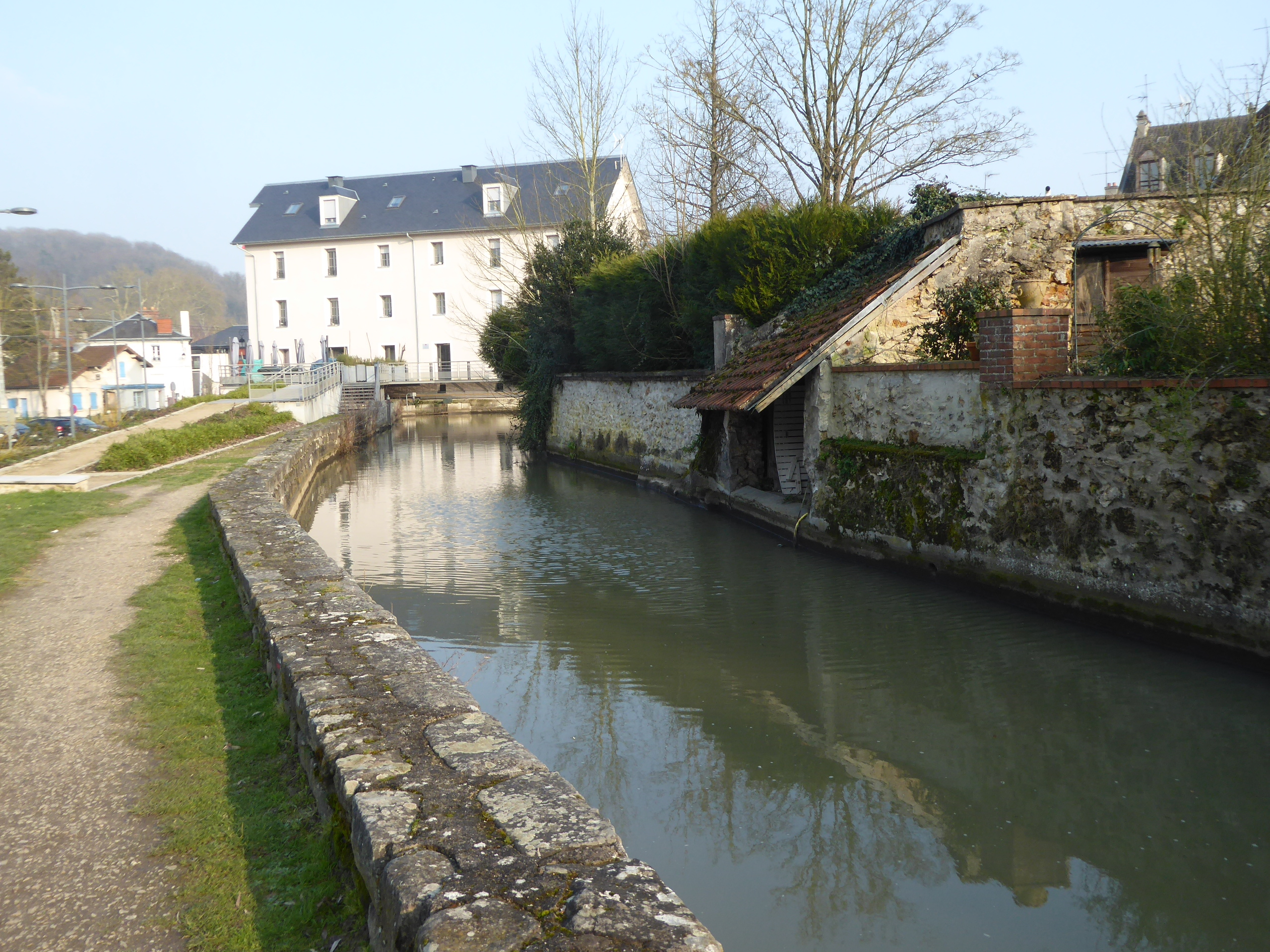
Bras artificiel de la Bièvre vu sur le vieux moulin.
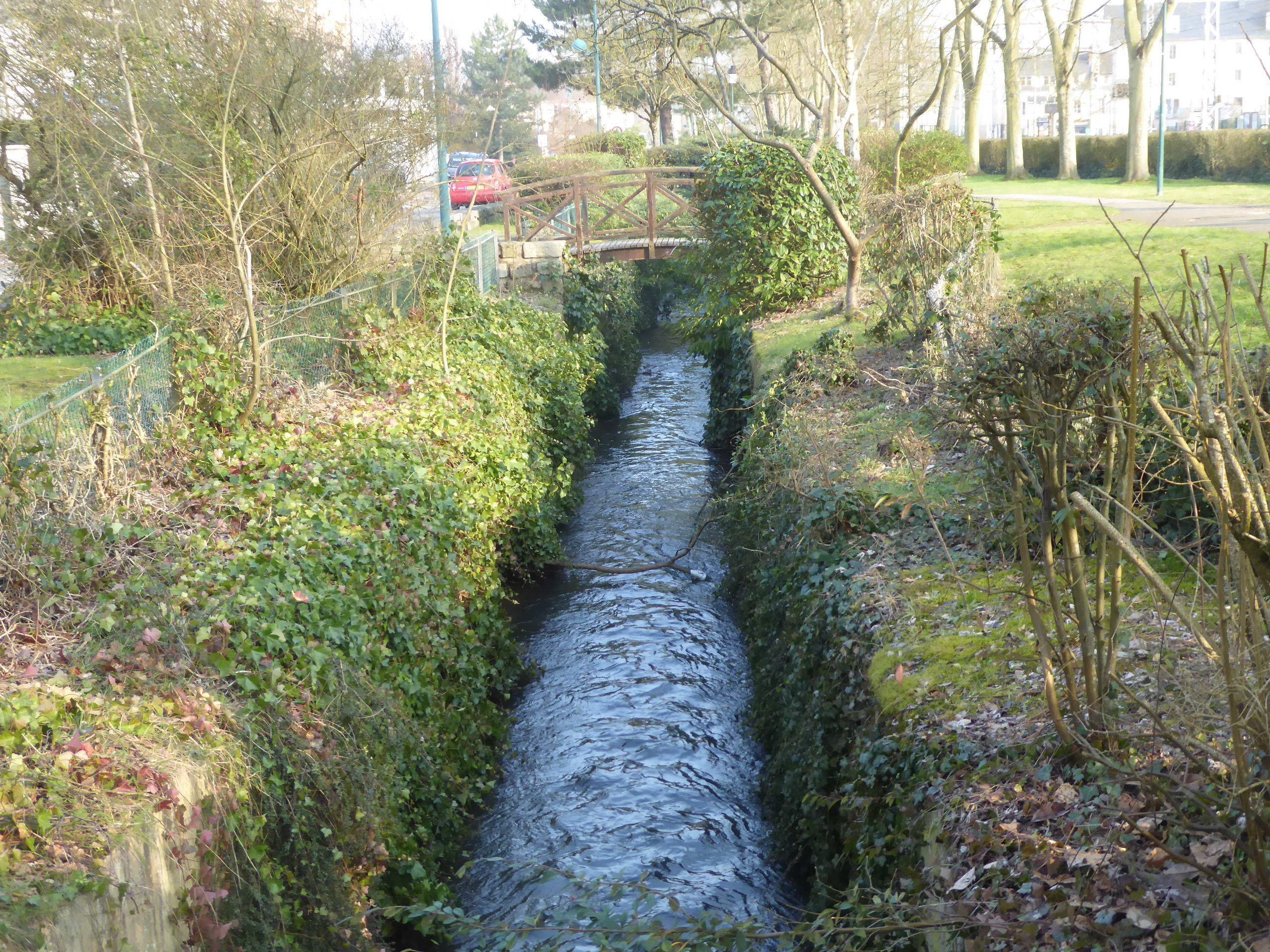
Bras naturel de la Bièvre près de la gare.

### Climat
Pour des articles plus généraux, voir Climat de l'Île-de-France et Climat des Yvelines.
En 2010, le climat de la commune est de type climat océanique dégradé des plaines du Centre et du Nord, selon une étude du CNRS s'appuyant sur une série de données couvrant la période 1971-2000. En 2020, Météo-France publie une typologie des climats de la France métropolitaine dans laquelle la commune est exposée à un climat océanique altéré et est dans la région climatique  Sud-ouest du bassin Parisien, caractérisée par une faible pluviométrie, notamment au printemps (120 à 150 mm) et un hiver froid (3,5 °C). 
Pour la période 1971-2000, la température annuelle moyenne est de 10,9 °C, avec une amplitude thermique annuelle de 14,9 °C. Le cumul annuel moyen de précipitations est de 696 mm, avec 11 jours de précipitations en janvier et 7,7 jours en juillet. Pour la période 1991-2020, la température moyenne annuelle observée sur la station météorologique la plus proche, située sur la commune de Toussus-le-Noble à 4 km à vol d'oiseau, est de 11,5 °C et le cumul annuel moyen de précipitations est de 677,0 mm,. Pour l'avenir, les paramètres climatiques de la commune estimés pour 2050 selon différents scénarios d'émission de gaz à effet de serre sont consultables sur un site dédié publié par Météo-France en novembre 2022.
| Mois                                  | jan.             | fév.             | mars           | avril           | mai           | juin           | jui.           | août          | sep.           | oct.            | nov.             | déc.           | année      |
| ------------------------------------- | ---------------- | ---------------- | -------------- | --------------- | ------------- | -------------- | -------------- | ------------- | -------------- | --------------- | ---------------- | -------------- | ---------- |
| Température minimale moyenne (°C)     | 1,6              | 1,4              | 3,5            | 5,5             | 8,9           | 12,1           | 13,9           | 13,6          | 10,6           | 8               | 4,5              | 2,1            | 7,1        |
| Température moyenne (°C)              | 4,2              | 4,7              | 7,8            | 10,6            | 14,1          | 17,4           | 19,6           | 19,4          | 15,8           | 11,9            | 7,4              | 4,6            | 11,5       |
| Température maximale moyenne (°C)     | 6,7              | 8                | 12,1           | 15,8            | 19,3          | 22,8           | 25,2           | 25,2          | 21             | 15,9            | 10,4             | 7,1            | 15,8       |
| Record de froid (°C) date du record   | −17,4 17.01.1985 | −12,8 07.02.1991 | −10,2 13.03.13 | −5,1 12.04.1986 | −2 03.05.1967 | 1,6 04.06.1991 | 4,9 09.07.1965 | 4,7 21.08.14  | 1,1 30.09.1995 | −4,2 30.10.1985 | −11,3 30.11.1969 | −14 31.12.1970 | −17,4 1985 |
| Record de chaleur (°C) date du record | 15,1 28.01.02    | 21,1 27.02.19    | 25,1 31.03.21  | 28,3 20.04.18   | 31,7 27.05.05 | 37,5 21.06.17  | 40,8 25.07.19  | 39,3 12.08.03 | 35,1 09.09.23  | 29,8 01.10.1985 | 20,7 01.11.14    | 16,7 07.12.00  | 40,8 2019  |
| Précipitations (mm)                   | 55,3             | 46,9             | 49,5           | 49,6            | 68,2          | 55,4           | 53,3           | 58,2          | 52,1           | 61,3            | 60,8             | 66,4           | 677        |

### Milieux naturels et biodiversité
Près de la moitié du territoire, soit environ 500 hectares, est couvert de bois.

## Urbanisme

### Typologie
Au 1er janvier 2024, Jouy-en-Josas est catégorisée grand centre urbain, selon la nouvelle grille communale de densité à sept niveaux définie par l'Insee en 2022.
Elle appartient à l'unité urbaine de Paris, une agglomération inter-départementale regroupant 407  communes, dont elle est une commune de la banlieue,,. 
Par ailleurs la commune fait partie de l'aire d'attraction de Paris, dont elle est une commune du pôle principal,. Cette aire regroupe 1 929 communes,.

### Occupation des sols

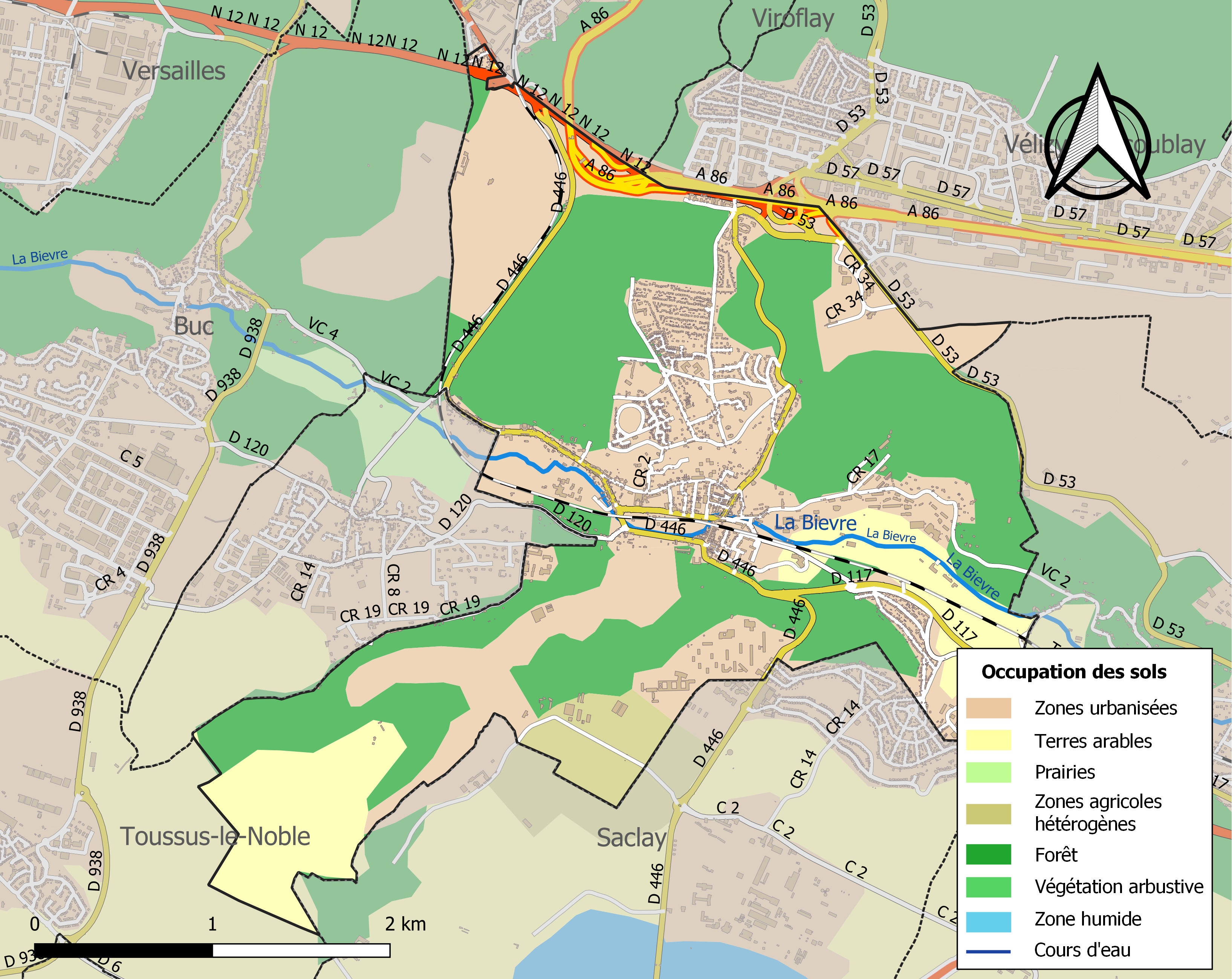
Carte des infrastructures et de l'occupation des sols de la commune en 2018 (CLC).

Le tableau ci-dessous présente l' occupation des sols de la commune en 2018, telle qu'elle ressort de la base de données européenne d’occupation biophysique des sols Corine Land Cover (CLC).
| Type d’occupation                            | Pourcentage | Superficie (en hectares) |
| -------------------------------------------- | ----------- | ------------------------ |
| Tissu urbain discontinu                      | 24,6 %      | 252                      |
| Aéroports                                    | 0,8 %       | 8                        |
| Équipements sportifs et de loisirs           | 16,3 %      | 167                      |
| Terres arables hors périmètres d'irrigation  | 12,3 %      | 126                      |
| Systèmes culturaux et parcellaires complexes | 3,3 %       | 34                       |
| Forêts de feuillus                           | 42,7 %      | 437                      |
| Source : Corine Land Cover                   |             |                          |

### Habitat et logement
En 2021, le nombre total de logements dans la commune était de 3 401, alors qu'il était de 2 929 en 2016 et de 2 868 en 2011. 
Parmi ces logements, 91,8 % étaient des résidences principales, 3 % des résidences secondaires et 5,2 % des logements vacants. Ces logements étaient pour 40,4 % d'entre eux des maisons individuelles et pour 47,9 % des appartements. 
Le tableau ci-dessous présente la typologie des logements à Jouy-en-Josas en 2021 en comparaison avec celle des Yvelines et de la France entière. Une caractéristique marquante du parc de logements est ainsi une proportion de résidences secondaires et logements occasionnels (3 %) supérieure à celle du département (2,6 %) mais inférieure à celle de la France entière (9,7 %). 
| Typologie                                               | Jouy-en-Josas | Yvelines | France entière |
| ------------------------------------------------------- | ------------- | -------- | -------------- |
| Résidences principales (en %)                           | 91,8          | 91,1     | 82,2           |
| Résidences secondaires et logements occasionnels (en %) | 3             | 2,6      | 9,7            |
| Logements vacants (en %)                                | 5,2           | 6,3      | 8,1            |

La commune respecte les obligations qui lui sont faites par l'article 55 de la loi SRU de disposer d'au moins 25 % de son parc de résidences principales constituées de logements sociaux

### Voies de communication et transports
L'A86 borde le nord du territoire communal et par Paris avec la RN 118.
La ville est reliée à Versailles par le Transilien V (ex-branche C8 du RER C) grâce aux gares de Jouy-en-Josas, Vauboyen et Petit Jouy - Les Loges. Ces deux dernières ont la particularité d'être à cheval sur les communes de Jouy-en-Josas et de Bièvres ou des Loges-en-Josas. Ainsi pour la gare de Petit Jouy - Les loges, la maisonnette abritant le guichet est située sur la commune des Loges, les quais se situant sur la commune de Jouy.
Avec 6 passages à niveau à Jouy-en-Josas, il s'agit d'une des communes qui concentre le plus de passages à niveau en Île-de-France.

## Toponymie

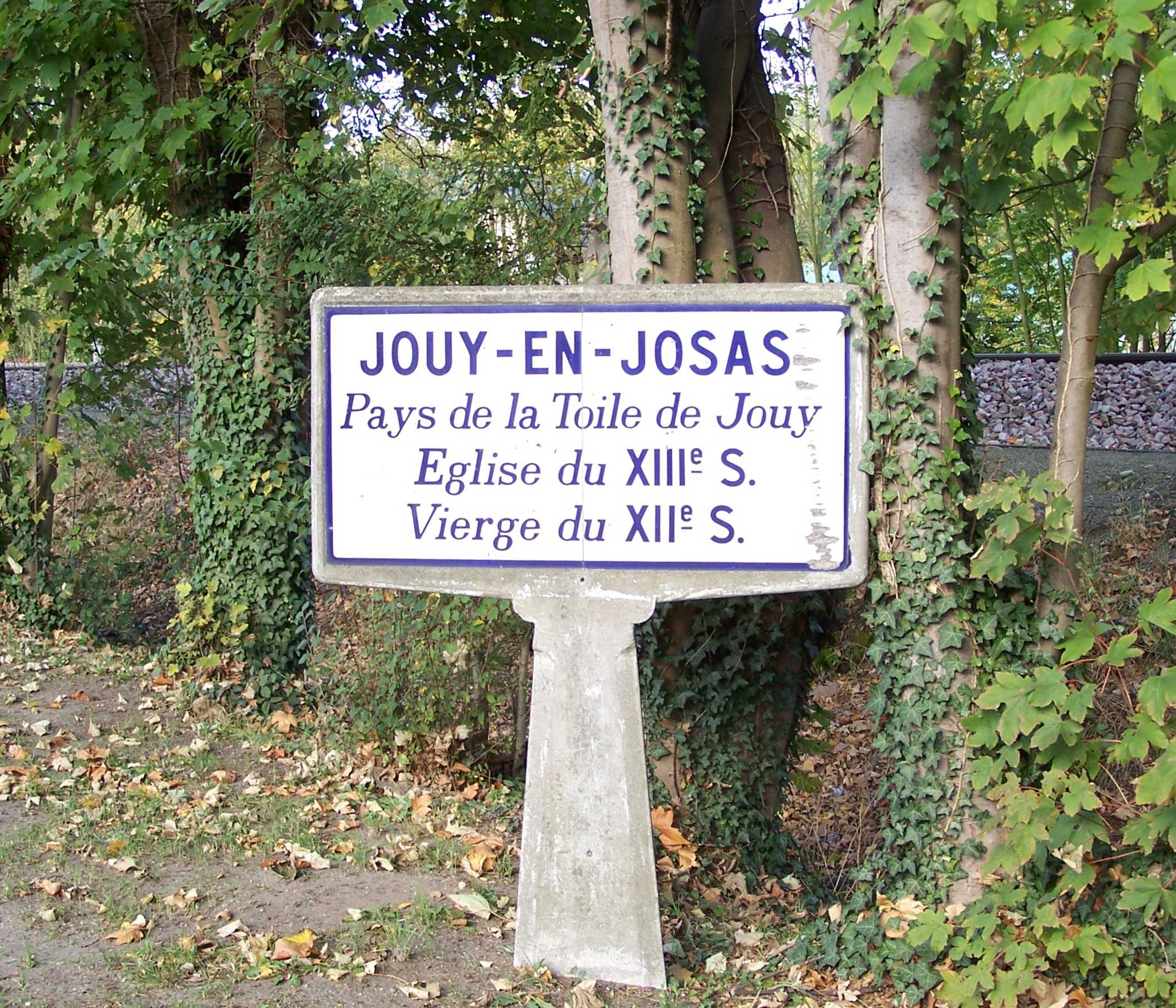

Jouy est attesté sous la forme latinisée de Gaugiaco au début du IXe siècle, Gaugiacum au XIe siècle, puis Joi au XIIIe siècle, Joe, Jouy en 1466 et Joiacum in vall Galliæ en 1498.
Il procède, comme la plupart des Jouy, Joué, Gouy, Gaugeac, etc., du type toponymique gallo-roman gaudiacu, basé sur le nom de personne chrétien Gaudius (latin gaudium, gaudia, joie), suivi du suffixe -acum, d'où le sens global de « propriété de Gaudius ».
Jouy était le nom d'un des deux vici portant ce déterminant de localisation Josas, dans l'ancien pays de Hurepoix.
Josas était le nom de l'archidiaconé de l'ancien diocèse de Paris, celui qui s'étendait au sud de la Seine, il s'est appelé, depuis le XIVe siècle, « archidiaconé de Josas ».

## Histoire

### Moyen Âge
Josas était le nom d'un des deux vici composant l'ancien pays de Hurepoix, l'autre étant au nord-est le pays de Châtres (pagus Castrensis), nommé actuellement Arpajon. C'était une circonscription ecclésiastique, l'un des trois (archidiaconats) de l'évêché de Paris, attestée sous les formes latinisée Archidiaconus Josiacensis en 1352 et française Josays en 1525. Les deux autres archidiacres étaient ceux de Paris et de Brie, ils occupaient les premiers rang du chapitre de la cathédrale, après le doyen et le grand chantre. L'archidiaconat de Josas comprenait lui-même deux doyennés, celui de Châteaufort et celui de Montlhéry.
Diverses découvertes attestent une présence gallo-romaine en divers lieux de la commune dont le nom est celui du possesseur romain d'un domaine à l'époque de Dioclétien : Gaudiacum*, domaine de Gaudius. Le vocable de l'église qui est Saint-Martin pourrait être la trace d'une fondation ancienne. La première mention écrite de Gaugiaco remontent au début du IXe siècle, époque où cette terre dépendait de l'abbaye de Saint-Germain-des-Prés dont les moines ont procédé au défrichement des terres. Cette église avait un chapitre en 1784, date où il décide d'abattre une statue de saint Christophe.
Avec les guerres successives, la guerre de Cent Ans, puis la peste noire, la population fut progressivement anéantie et en 1466, la paroisse ne comptait plus que trois feux. À partir de cette date, Jouy devient une terre laïque dont la seigneurie sera donnée à diverses familles s'étant illustrées par leurs services rendus au roi.
- Jean Poncher, général des finances du Languedoc, de Dauphiné, puis de Provence, bailli d'Étampes, trésorier des guerres, est seigneur de Jouy en 1534. Son fils Nicolas Poncher, secrétaire du roi, lui succède comme bailli d'Étampe, devient vice-président de la Chambre des comptes, et n'ayant pas d'enfant, cède la seigneurie de Jouy en 1542.
- Jean d'Escoubleau, capitaine des châteaux royaux de Tombelaine en Normandie (le Mont Saint-Michel), et de Plessis-Parc-les-Tours, chevalier de l'ordre de Saint-Michel, était depuis 1533 maître de la garde-robe du roi François Ier, conseiller en ses conseils d'État et privé. En 1543, il habite le château qui a une forme de U avec trois galeries en terrasses le long de la cour. À sa mort en 1562, il est enterré dans un magnifique tombeau érigé pour lui, puis pour sa femme Antoinette de Brives, dame de Sourdis et de Jouy (1489-1580) dans l'église paroissiale et dont les statues sont conservés au Musée du Monument français. Son fils François d'Escoubleau (+1602), puis son petit-fils Charles d'Escoubleau (1588-1666) lui succèdent. Ils sont aussi seigneurs du Montcel. La terre de Jouy est érigée en comté en 1654 en sa faveur, et il le vend dix ans après.

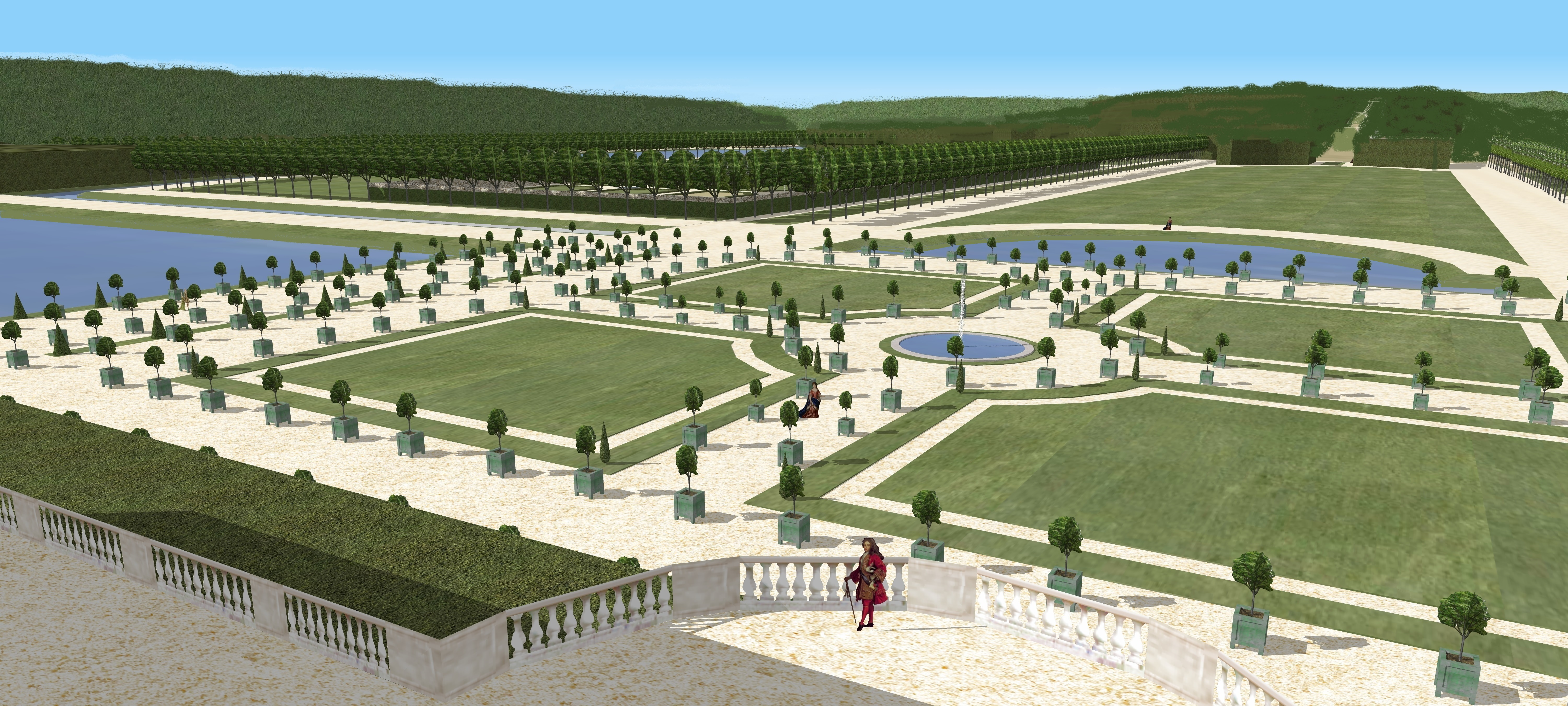
Vue depuis le premier étage du château de Jouy sur le parterre de l'Orangerie, XVIIIe siècle.

### Temps modernes
Antoine d'Aquin (1629-1696), médecin personnel de Louis XIV, surintendant des eaux minérales de France, devient seigneur de Jouy de 1684 à 1701, date où il le revend à son gendre. Il n'est pas le premier médecin du roi possessionné à Jouy, puisque longtemps auparavant, dom Nicolas, médecin du roi, avait été prieur de Saint-Martin-en Josas. Sa fille Marie-Angélique d'Aquin épouse en 1686 Louis-Roselin Rouillé (1655-1712), conseiller d'État, maître des requêtes, contrôleur général des postes du royaume qui fait reconstruire le château de Jouy par Robert de Cotte. Leur fils Antoine-Louis de Rouillé (1689-1761), est secrétaire d’État à la Marine (1751) et aux Affaires étrangères (1754-1757) de Louis XV. C'est dans son château de Jouy qu'est signé le 1er mai 1756, le traité de renversement des Alliances (appelé traité de Jouy puis traité de Versailles) qui unira la France à l’Autriche. Sa fille, Marie-Catherine de Rouillé, dame de Jouy, épouse en 1749 Anne-François d'Harcourt (1727-1797), duc de Beuvron, lieutenant-général des armées du roi pour la Normandie. Dernier seigneur de Jouy, c'est lui qui loue un moulin et des terres à Oberkampf pour y établir sa manufacture.

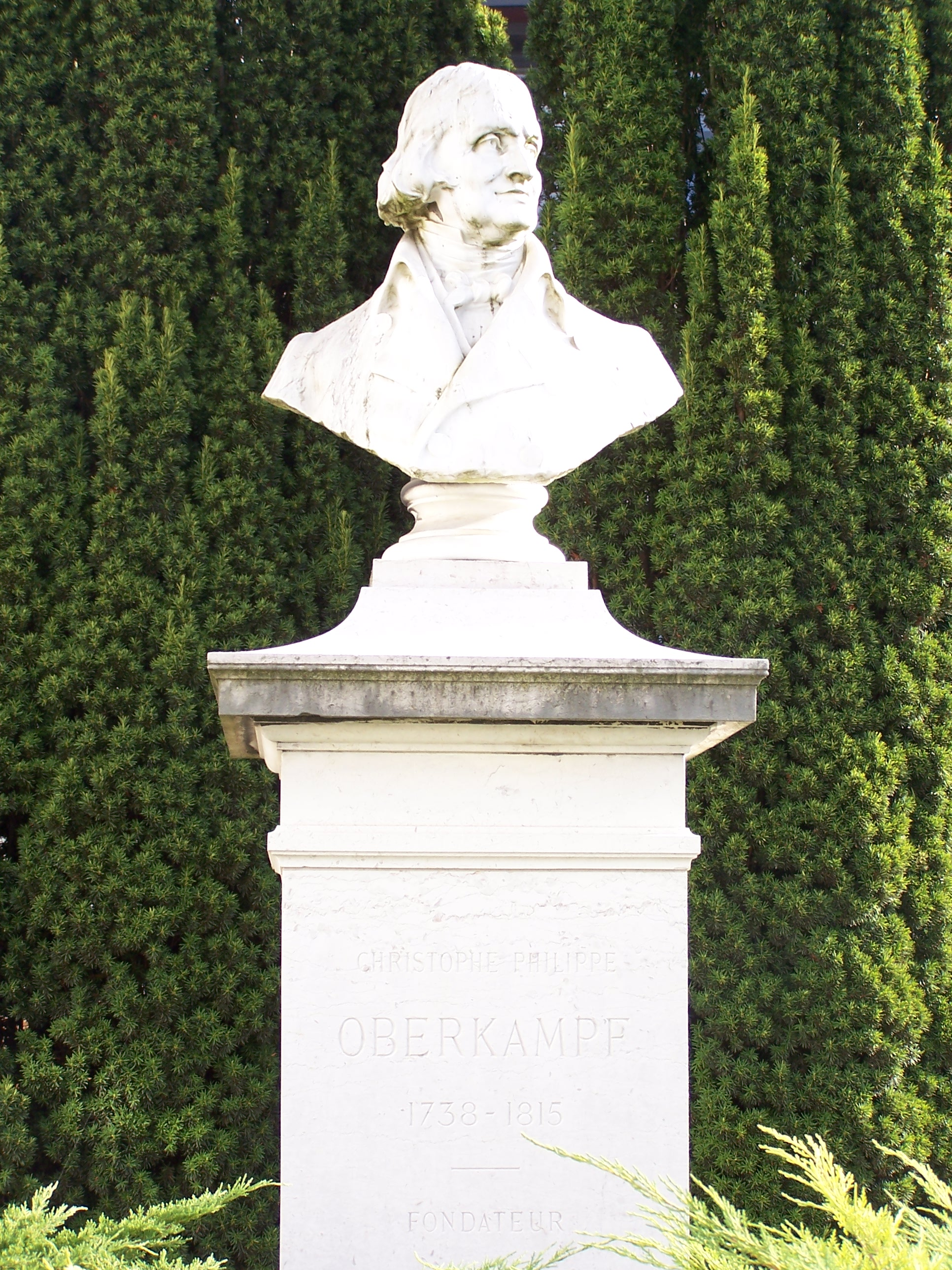
Buste d'Oberkampf dans le jardin de la mairie.

En 1759, Christophe-Philippe Oberkampf, entrepreneur d'origine allemande, s'installe à Jouy-en-Josas pour y implanter sa manufacture de toile de Jouy qui employa jusqu'à 1200 ouvriers. Il en deviendra le premier maire en 1790. Le déclin de l'entreprise s'amorce en 1799 et surtout en 1815 avec la chute de Napoléon Ier puis la mort d'Oberkampf. La faillite sera consommée en 1843.
La devise d'Oberkampf était Recte et Vigilanter qui signifie « Avec droiture et vigilance ». Elle a été reprise par la commune qui la fait figurer sous son blason.

### Époque contemporaine
La fondation Cartier pour l'art contemporain s'est installée pendant un temps sur le territoire communal puis l'a quitté au profit de Paris.
La commune est aussi le siège de HEC Paris qui a implanté son campus en 1964 dans le château et dans son domaine, rachetés en 1955 à la famille Mallet par la chambre de commerce et d'industrie de Paris pour y installer son école et son campus.

## Politique et administration

### Rattachements administratifs et électoraux

#### Rattachements administratifs
Antérieurement à la loi du 10 juillet 1964, la commune faisait partie du département de Seine-et-Oise. La réorganisation de la région parisienne en 1964 fit que la commune appartient désormais au département des Yvelines et à son arrondissement de Versailles après un transfert administratif effectif au 1er janvier 1968.
Après avoir été fugacement le chef-lieu d'un canton de Jouy de 1793 à 1801, la commune est intégrée cette année-là au canton de Versailles-Sud. Dans le cadre du redécoupage cantonal de 2014 en France, cette circonscription administrative territoriale a disparu, et le canton n'est plus qu'une circonscription électorale.

#### Rattachements électoraux
Pour les élections départementales, la commune fait partie depuis 2014 du canton de Versailles-2
Pour l'élection des députés, elle fait partie de la deuxième circonscription des Yvelines.

### Intercommunalité
Jouy-en-Josas est membre de la communauté d'agglomération Versailles Grand Parc, un établissement public de coopération intercommunale (EPCI) à fiscalité propre créé fin 2002.

### Tendances politiques et résultats
Lors du premier tour des élections municipales de 2014 dans les Yvelines, la liste DVD menée par le maire sortant Jacques Bellier obtient la majorité absolue des suffrages exprimés, avec 2 035 voix (65,03 %, 24 conseillers municipaux élus dont 2 communautaires), devançant très largement celle UDI menée par Flavien Bazenet, qui a recueillie 1 094 voix (34,96 %, 5 conseillers municipaux élus).
Lors de ce scrutin, 36,36 % des électeurs se sont abstenus.
Lors du premier tour des élections municipales de 2020 dans les Yvelines, la liste DVD menée par Marie-Hélène Aubert obtient la majorité absolue des suffrages exprimés, avec 1 570 voix (65,85 %, 24 conseillers municipaux élus dont 2 communautaires), devançant largement celle MoDem menée par Grégoire Ekmekdje, qui a recueilli 814 voix (34,14 %, 5 conseillers municipaux élus). 
Lors de ce scrutin marqué par la pandémie de Covid-19 en France, 51,99 % des électeurs se sont abstenus,.

### Liste des maires
| Période        | Période                    | Identité                      | Étiquette         | Qualité |
| -------------- | -------------------------- | ----------------------------- | ----------------- | --- |
| 1790           | 1793                       | Christophe-Philippe Oberkampf |                   | Industriel |
| 1793           | 1820                       | Jacques Pétineau              |                   | |
| 1820           | 1823                       | Baron Émile Oberkampf         |                   | |
| 1823           | 1848                       | Jacques-Juste Barbet de Jouy  |                   | |
| 1848           | 1855                       | Simon Loiseau                 |                   | |
| 1855           | 1868                       | Alphonse Mallet               |                   | |
| 1868           | 1879                       | Baron Cabrol de Monté         |                   | |
| 1879           | 1881                       | François Gillette             |                   | |
| 1881           | 1896                       | Jules Plet                    |                   | |
| 1896           | 1897                       | François Gillette             |                   | |
| 1897           | 1900                       | Jean Edmond                   |                   | |
| 1900           | 1901                       | Jules Moore                   |                   | |
| 1901           | 1911                       | Henri Bertsch                 |                   | |
| 1911           | 1919                       | Guy Raphaël Giberton Dubreuil |                   | |
| 1919           | 1925                       | Julien Pannetier              |                   | |
| 1925           | 1929                       | Émile Vautier                 |                   | |
| 1929           | 1929                       | Gaston Lancelin               |                   | |
| 1929           | 1944                       | Émile Mousseau                |                   | Entrepreneur en blanchisserie |
| 1944           | 1945                       | Robert Allavoine              |                   | Pépiniériste |
| 1945           | 1946                       | Émile Mousseau                | Rad. Soc          | |
| 1946           | octobre 1947               | Jean-Baptiste Lacoste         |                   | |
| octobre 1947   | mars 1959                  | Émile Mousseau                |                   | |
| mars 1959      | 1962                       | Mathieu Berger                |                   | |
| 1962           | 1970                       | Pierre Jeanrenaud             | DVD-UDR           | Directeur d'école privée Décédé en fonction |
| octobre 1970   | septembre 1985             | Jacques Toutain               | DVD puis UDF-Rad. | Inspecteur général des Finances Sénateur des Yvelines (1985) Conseiller général de Versailles-Sud (1973 → 1979) Mort en fonction |
| septembre 1985 | mars 2008                  | Monique Le Saint              | RPR puis UMP      | Secrétaire retraitée Conseillère générale de Versailles-Sud (1998 → 2011) |
| mars 2008      | mai 2020                   | Jacques Bellier               | DVD               | Cadre supérieur retraité Vice-président de la CA Versailles Grand Parc (2016 → ) |
| mai 2020       | mars 2025,                 | Marie-Hélène Aubert           | DVD               | Diplômée d'une école de commerce et ancienne attachée de presse Conseillère générale de Versailles-Sud (2011 → 2015) Conseillère départementale de Versailles-2 (2015 →) Vice-présidente du conseil départemental des Yvelines (2015 →) Vice-présidente de la CA Versailles Grand Parc (2020 → ) Démissionnaire |
| mars 2025,     | En cours (au 16 mars 2025) | Didier Morin                  |                   | Chef de projet chez Renault |

### Distinctions et labels
En 2005, la commune a reçu le label « Ville Internet @ » puis en 2008 et 2010 « Ville Internet @@@@ »,.
Le 6 décembre 2016, Ségolène Royal, alors ministre de l’Environnement, de l’Énergie et de la Mer, a signé, parmi d'autres, la convention de Territoire à énergie positive pour la croissance verte (TEPCV) de Jouy-en-Josas,.
En 2022, la commune a reçu sa première fleur dans le cadre du label Villes et villages fleuris,.

### Jumelages et coopération internationale
- Meckesheim (Allemagne) depuis 1971 ;
- Bothwell (Royaume-Uni) depuis 1978 ;
- Gif-sur-Yvette (France) en partenariat ;
- Foumban (Cameroun).

## Population et société

### Démographie
Les habitants sont appelés les « Jovaciens » et les « Jovaciennes ».

#### Évolution démographique
L'évolution du nombre d'habitants est connue à travers les recensements de la population effectués dans la commune depuis 1793. Pour les communes de moins de 10 000 habitants, une enquête de recensement portant sur toute la population est réalisée tous les cinq ans, les populations de référence des années intermédiaires étant quant à elles estimées par interpolation ou extrapolation. Pour la commune, le premier recensement exhaustif entrant dans le cadre du nouveau dispositif a été réalisé en 2008.

En 2022, la commune comptait 7 985 habitants, en évolution de −3,29 % par rapport à 2016 (Yvelines : +2,72 %, France hors Mayotte : +2,11 %).
| 1793  | 1800  | 1806  | 1821  | 1831  | 1836  | 1841  | 1846  | 1851  |
| ----- | ----- | ----- | ----- | ----- | ----- | ----- | ----- | ----- |
| 1 716 | 1 673 | 1 833 | 1 350 | 1 244 | 1 338 | 1 415 | 1 127 | 1 136 |

| 1856  | 1861  | 1866  | 1872  | 1876  | 1881  | 1886  | 1891  | 1896  |
| ----- | ----- | ----- | ----- | ----- | ----- | ----- | ----- | ----- |
| 1 226 | 1 384 | 1 387 | 1 322 | 1 463 | 1 316 | 1 360 | 1 358 | 1 485 |

| 1901  | 1906  | 1911  | 1921  | 1926  | 1931  | 1936  | 1946  | 1954  |
| ----- | ----- | ----- | ----- | ----- | ----- | ----- | ----- | ----- |
| 1 513 | 1 410 | 1 387 | 1 541 | 1 669 | 2 029 | 2 246 | 2 538 | 3 321 |

| 1962  | 1968  | 1975  | 1982  | 1990  | 1999  | 2006  | 2008  | 2013  |
| ----- | ----- | ----- | ----- | ----- | ----- | ----- | ----- | ----- |
| 4 143 | 5 477 | 7 221 | 7 664 | 7 687 | 7 946 | 8 055 | 8 107 | 8 291 |

| 2018  | 2022  | - | - | - | - | - | - | - |
| ----- | ----- | - | - | - | - | - | - | - |
| 8 124 | 7 985 | - | - | - | - | - | - | - |

#### Pyramide des âges
La population de la commune est relativement jeune. 
En 2018, le taux de personnes d'un âge inférieur à 30 ans s'élève à 44,5 %, soit au-dessus de la moyenne départementale (38 %). À l'inverse, le taux de personnes d'âge supérieur à 60 ans est de 21,1 % la même année, alors qu'il est de 21,7 % au niveau départemental.
En 2018, la commune comptait 4 047 hommes pour 4 077 femmes, soit un taux de 50,18 % de femmes, légèrement inférieur au taux départemental (51,32 %).
Les pyramides des âges de la commune et du département s'établissent comme suit.
| Hommes | Classe d’âge | Femmes |
| ------ | ------------ | ------ |
| 0,6    | 90 ou +      | 1,5    |
| 7,2    | 75-89 ans    | 8,7    |
| 11,2   | 60-74 ans    | 13,0   |
| 18,1   | 45-59 ans    | 19,8   |
| 14,9   | 30-44 ans    | 15,8   |
| 32,7   | 15-29 ans    | 26,1   |
| 15,2   | 0-14 ans     | 15,0   |

| Hommes | Classe d’âge | Femmes |
| ------ | ------------ | ------ |
| 0,6    | 90 ou +      | 1,4    |
| 6      | 75-89 ans    | 7,8    |
| 13,5   | 60-74 ans    | 14,8   |
| 20,7   | 45-59 ans    | 20,1   |
| 19,6   | 30-44 ans    | 19,9   |
| 18,5   | 15-29 ans    | 16,8   |
| 21,2   | 0-14 ans     | 19,2   |

## Économie
- Jouy-en-Josas accueille sur son terrain des centres de recherche et de formation réputés comme HEC Paris, le CRC (Centre de recherche et d’études des chefs d’entreprise), L'ÉA Tecomah (École de l'environnement et du cadre de vie) et l'INRA (Institut national de la recherche agronomique).
- Thales a également implanté un campus à Jouy-en-Josas pour aider à la transmission de savoirs et d'expériences entre les collaborateurs du groupe.
- La ville accueille plusieurs commerces de proximité (boulangerie, banques, supérette, boucherie, etc.) ainsi que quelques entreprises artisanales. La zone d'activité du Petit Robinson attire des sociétés du tertiaire et des nouvelles technologies. De son côté, le domaine de la Cour Roland est devenu un centre artisanal et sportif, sous forme de relais nature et/ou de gîtes d'étapes pour ceux qui aiment les grandes randonnées.
- D'après les données de 1999, le taux de chômage était de seulement 5,4 %, contre un taux national de 12,9 %.
- En 2004, 41 entreprises ont été créées à Jouy (1191e rang national). La ville comptait 400 entreprises, majoritairement dans le commerce aux entreprises (41 %) puis dans le commerce (20 %), l'éducation, la santé et l'action sociale (10 %) suivi des services aux particuliers (8,3 %) et de la construction (7,5 %). Le reste s'éparpille dans les secteurs restants.
- En 2010, le revenu fiscal médian par ménage était de 54 099 €, ce qui plaçait Jouy-en-Josas au 129e rang parmi les 31 525 communes de plus de 39 ménages en métropole[49].

## Culture locale et patrimoine

### Lieux et monuments

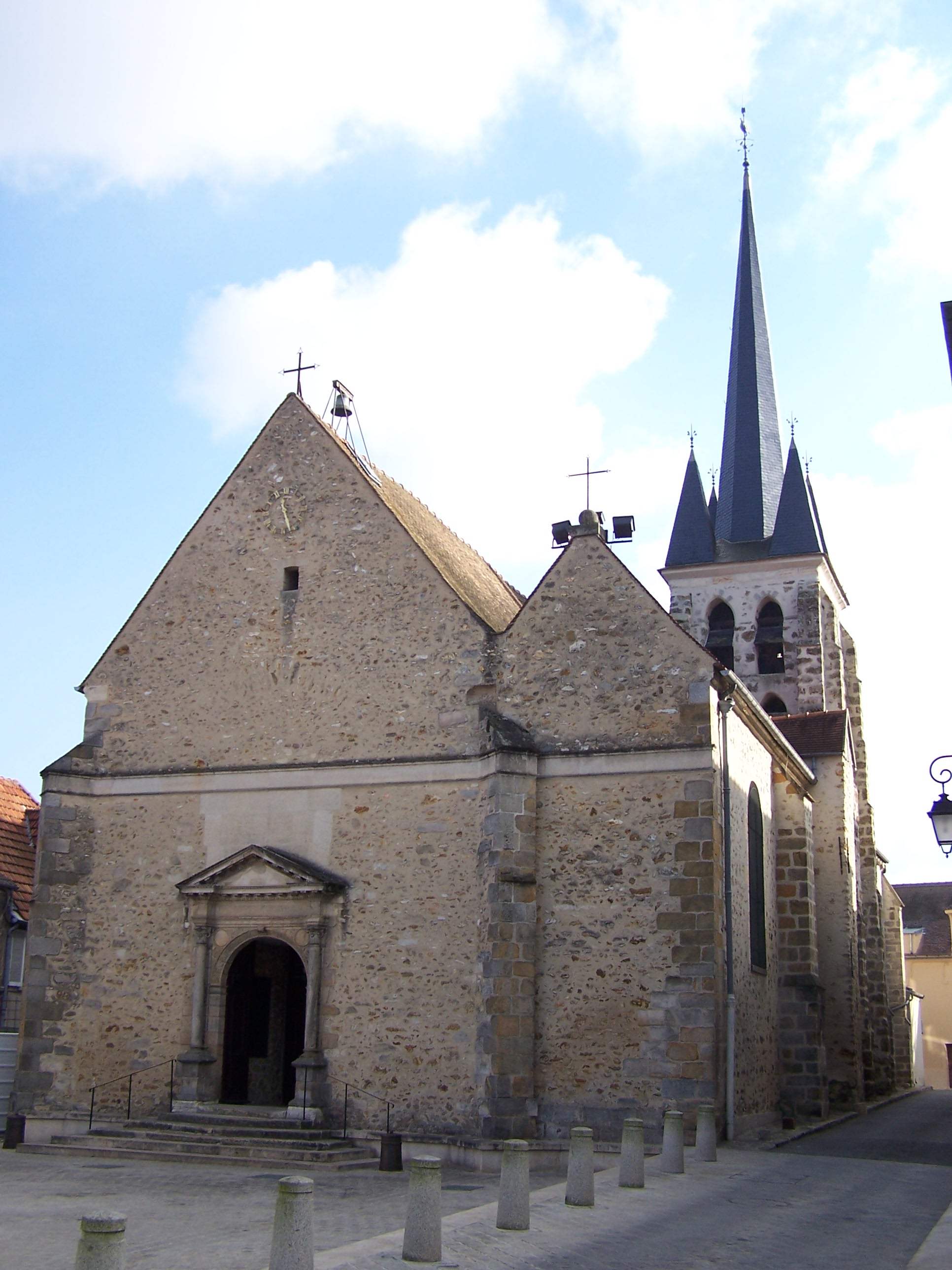
Église Saint-Martin.

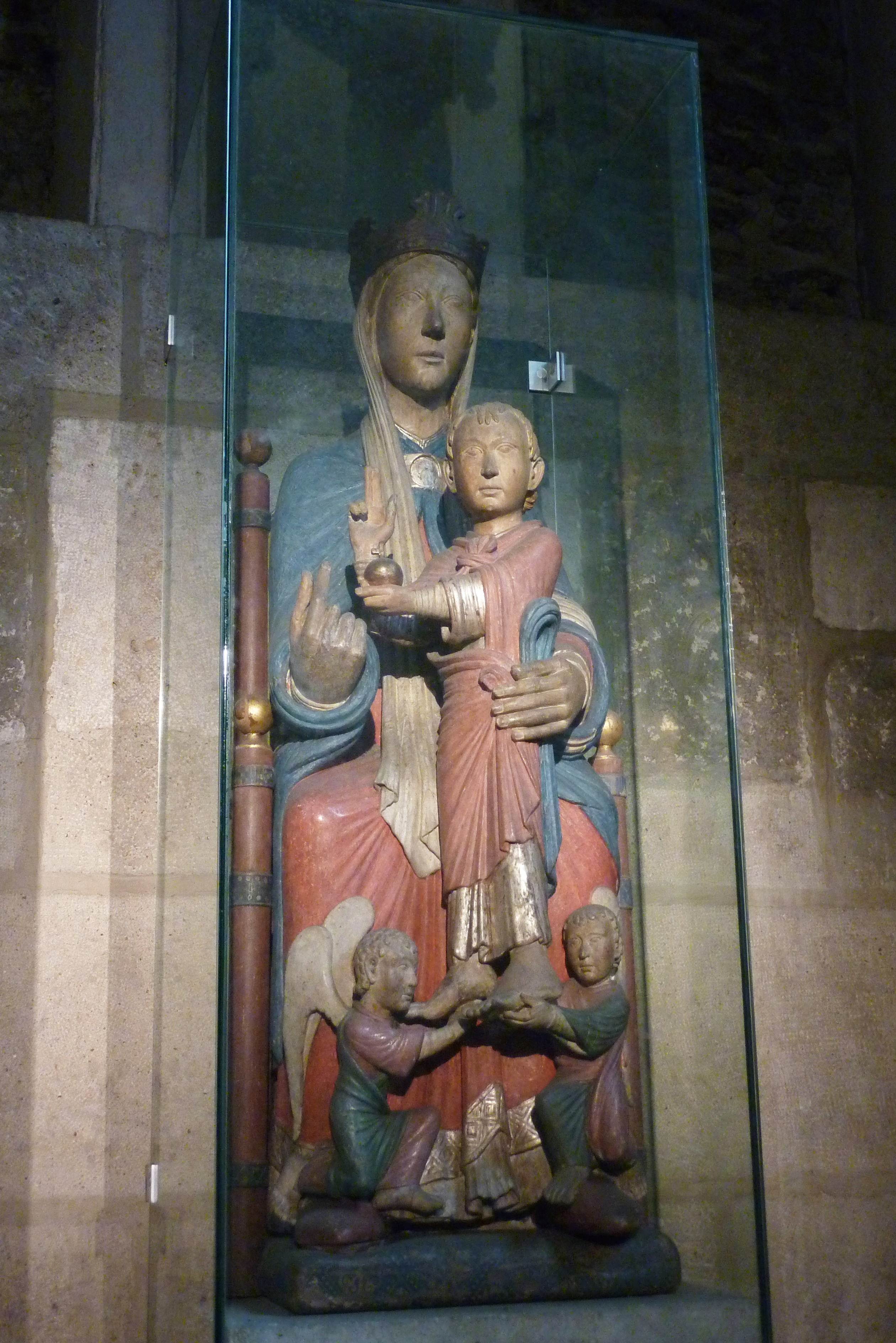
Statue de la Vierge « la Diège » de Notre-Dame de Viltain, à l'église Saint-Martin.

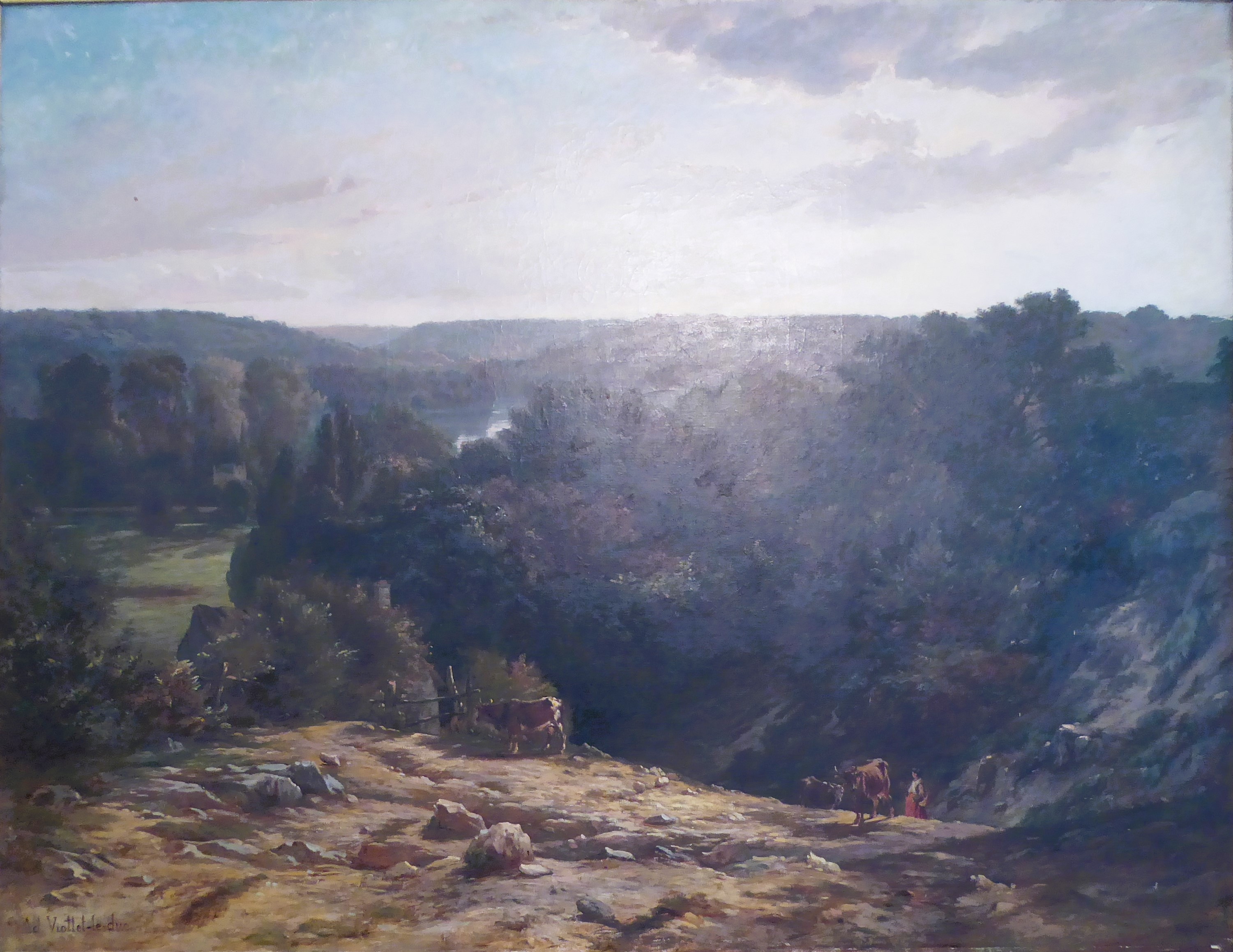
La vallée de Jouy-en-Josas d'Adolphe Viollet-le-Duc, 1874, musée d'Art et d'Histoire de Dreux, Eure-et-Loir.

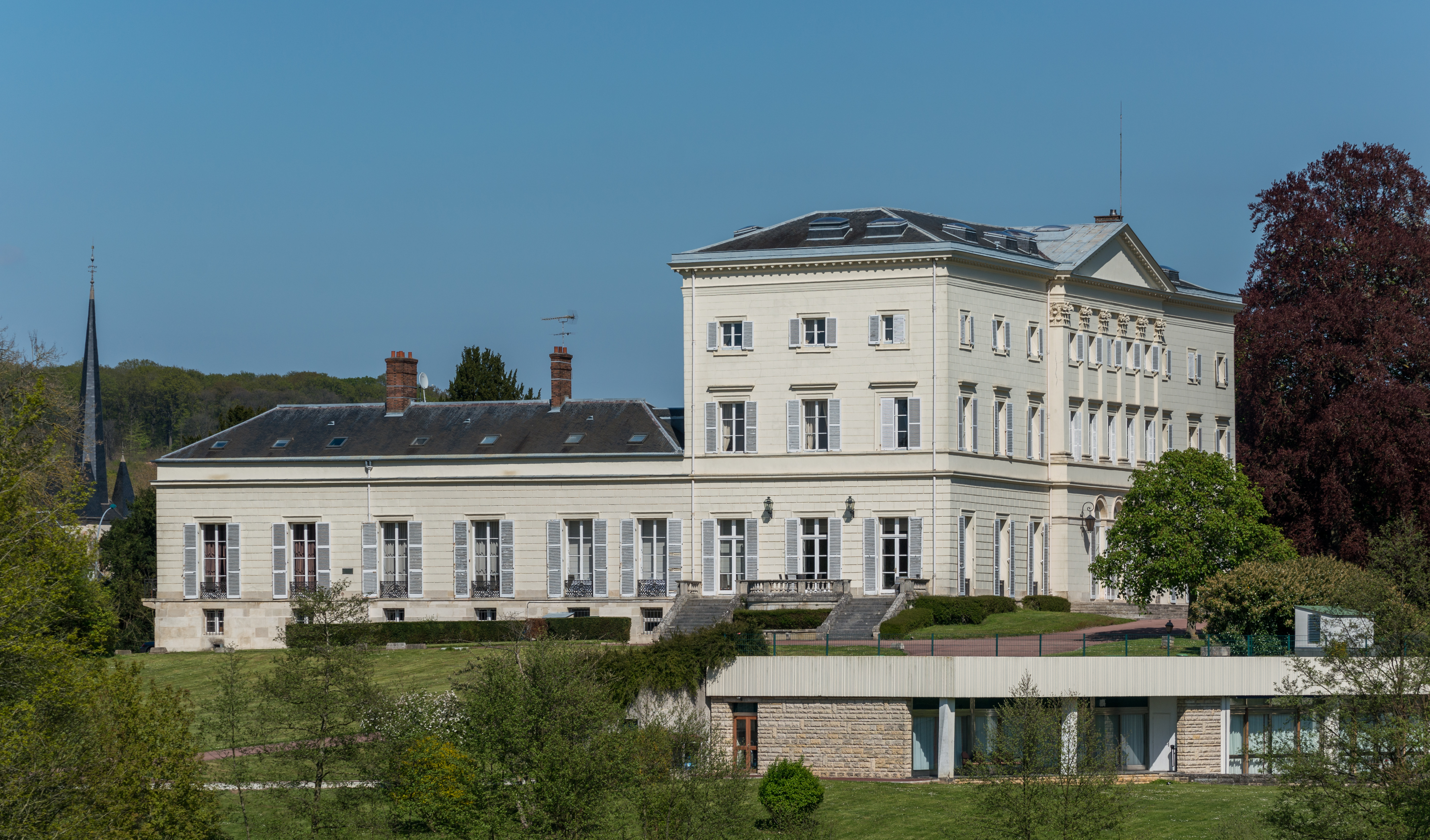
Château de Jouy, désormais propriété d'HEC Paris.

- L'église paroissiale Saint-Martin de Jouy est de style rustique et se remarque par sa tour-clocher. Elle a été reconstruite en 1545, mais l'arc triomphal et le clocher sont du XIIIe siècle. Elle possédait un chapitre. À l'intérieur, on peut admirer de très belles statues et sculptures, en particulier une grande Vierge et l'enfant en bois polychrome du XIIe siècle, mentionnée au XVIe siècle comme objet du pèlerinage de « la Diège », francisation populaire de l'abréviation Dié Ge des mots : Dei genitrix ; elle se trouvait dans la chapelle de la ferme de Viltain jusqu'à sa destruction vers 1780 ; haute de 1,42 mètre, elle est voilée, couronnée, assise sur un siège (restitué) avec Jésus debout entre ses jambes, les pieds portés par deux anges ; elle tient une rose à la main, tandis que l'enfant-Jésus bénit, selon la forme latine, le Monde dont il tient la boule dans la main gauche. elle a été restaurée par Viollet-le-Duc ; un groupe sculpté en pierre de Saint-Martin partageant son manteau. L'église conserve aussi un tableau du XIXe siècle : Le Christ soulageant les malheureux du peintre Félix Hullin de Boischevalier (1808-1889). L'orgue date du XIXe siècle et a été rénové en 2006.

- La tombe de Christophe-Philippe Oberkampf.

- Le château de l'Églantine, édifié par le maréchal Canrobert et devenu Musée de la toile de Jouy, au 54 de la rue Charles-de-Gaulle, expose certaines des toiles de Jouy, toiles imprimées sur coton, fabriquées jusqu'en 1977 dans la manufacture, aujourd'hui fermée, de la ville.

- Le château de Jouy appartenait en 1543 à Jean d'Escoubleau. Il comportait un corps d'hôtel sans doute en U puisqu'il est question de "trois galeries couvertes en terrasse le long de la cour du château". Il a été acquis en 1719 par le marquis d'Asfeld, puis possédé par Antoine Louis Rouillé, fils aîné de Louis Rollin, conseiller, ministre de Louis XV, qui le légua à sa fille Marie Catherine, mariée au marquis de Beuvron. Il a alors connu une période faste jusqu'à la Révolution où il a été démoli, puis reconstruit au début des années 1800 par Armand Seguin, fournisseur aux armées, sur des plans de l'architecte Bienaimé. En 1841, il est acheté par le banquier James Mallet, époux de Laure Oberkampf, qui y meurt en 1868 et il est conservé dans la famille jusqu'à son acquisition en 1955 par la chambre de commerce de Paris pour y établir le campus d'HEC.

- Le château du Petit-Jouy.

- Le château de Vilvert est  construit pour le baron Cabrol de Mouté (1818-1883), époux de Louise Mallet (1820-1891), petite fille d'Oberkampf, et maire de Jouy de 1868 à 1879. Le château servit d'ambulance (c'est-à-dire de poste de secours) pendant la guerre de 1870. Il est propriété de l'INRA depuis 1946 et ne peut être visité.

- Les Metz, plateau boisé culminant à 175 m au nord-ouest de la ville avec une vaste clairière prise sur la forêt domaniale de Versailles. On y trouve :
  - le quartier des Metz, anciennement de Mé, est un ancien hameau avec une chapelle disparue qui était située près de la maison de Léon Blum et qui est entouré par plusieurs lotissements, dont une partie a été aménagé sur l'ancien parc du château à partir de 1940.
  - le chalet des Metz, connu actuellement comme le château de Montebello. Il a été construit au XIXe siècle dans un style anglais par Alexandrine-Marthe Duboys d'Angers (1832-1875), alors mariée en secondes noces à Edmond de Vassart d'Hozier (1827-1889), ingénieur des Mines. Le domaine revient en 1898 à son fils d'un premier lit, le baron Maurice Delaire, comte de Cambacérès (1855-1906) qui le fait agrandir et le donne à sa fille, madame Stanislas Lannes de Montebello (1876-1966). Le domaine est racheté en 1940 par Jean-Clément Daninos (frère de Pierre Daninos) fondateur de la société immobilière de Metz qui habite le château et qui lotit le parc. Entre 1977 et 1990, le rez-de-chaussée du château est aménagé par la municipalité pour servir de cadre au musée de la toile de Jouy, déplacé depuis au château de l'Églantine.
  - La maison de Léon Blum et de sa cousine et troisième épouse, Jeanne, qui s'installèrent à Jouy après la Seconde Guerre mondiale. La maison, appelée « le Clos des Metz », est sise au 4 de la rue Léon-Blum, sur le plateau des Metz et peut être visitée. Le bureau et la bibliothèque ont été conservés à l'identique. Léon Blum y passa cinq années avant de mourir en 1950.

- Le château du Bois-du-Rocher,

- Le château de Vauboyen,

- La Cour Roland, ancien château disparu dont le domaine a été aménagé en base de loisirs,

- Le temple protestant, inauguré le 11 juin 1865 ;

- Le golf de La Boulie,

- Ferme de Viltain. Donnée par le roi Charles V aux Célestins de Paris, il s'y trouvait une chapelle d'où provient la statue de la Vierge exposée aujourd'hui à l'église paroissiale. La chapelle ayant été profanée et démolie en 1793, la fermière a caché la statue chez elle, puis donnée au curé.

- Long Term Parking, œuvre monumentale d'art contemporain, édifiée en 1982, d'Arman : tour de près de 20 mètres de haut constituée d'un entassement d'automobiles scellées dans du béton ; domaine du Montcel, ex-siège de la Fondation Cartier.

### Institutions culturelles
- Le syndicat intercommunal Jouy-Vélizy (SIAJV) soutient l'association loi de 1901 « Les Ateliers de la Cour Roland »[50]. Fondée il y a plus de trente ans[Quand ?], l'association a installé ses ateliers sur l'emplacement des ruines de l'ancien château. Elle dispense chaque année des formations et des stages dans une vingtaine de métiers d'arts à plus de 1 000 élèves de toute la région parisienne.

### Jouy-en-Josas dans les arts et la littérature
- Jouy-en-Josas ainsi que d'autres communes de la vallée de la Bièvre (Buc, Les Loges-en-Josas…) sont un des cadres principaux de l'action de l'album, créé par Edgar P. Jacobs et paru en 1959, S.O.S. Météores, de la série de bande dessinées Blake et Mortimer.

### Personnalités liées à la commune

#### Personnalités historiques
- Le maréchal Canrobert, général et aide de camp de Louis-Napoléon Bonaparte, fit construire le château de l'Églantine, actuel Musée de la toile de Jouy.
- En 1834, Victor Hugo loua une petite maison aux Metz pour vivre sa passion amoureuse avec Juliette Drouet.
- Christophe-Philippe Oberkampf (1738-1815), créateur de la toile de Jouy.
- François d'Harcourt (1755-1839), général et homme politique né à Jouy-en-Josas.
- Alexandre-Hyacinthe Dunouy (1757-1841), peintre français y est décédé.
- Armand Séguin, chimiste et financier, fit reconstruire le château de Jouy sous l'Empire.
- Albert Calmette (1861-1933) habita une maison appelée la Garenne des Metz sur le plateau des Metz.
- Arthur Chaplin (1869-1935), peintre de natures mortes est né à Jouy.
- Léon Blum et son épouse Jeanne vinrent habiter la commune, quartier Les Metz, en 1945. En 1974, Jeanne Blum créa l'école éponyme où l'on applique sa méthode de complémentarité horizontale. Ils y reposent.
- Jane Avril (1868-1943), célèbre danseuse du Moulin Rouge, a vécu dans le centre-ville.
- Patrick Modiano, né en 1945, passa son enfance à Jouy.
- Le docteur Joseph Ignace Guillotin, inventeur de la guillotine, n'a pas vécu dans la maison du no 38 de la rue du Docteur-Kurzenne à Jouy-en-Josas au XIXe siècle. Cette « maison Guillotin » appartenait en fait à Mme Veuve Jules Guillotin, épicière à Jouy[51]
- André Chanu (1910-2008) acteur, homme de radio, a vécu à Jouy-en-Josas.
- Daniel Halévy (1872-1962), essayiste, historien a vécu aux Metz, quartier de Jouy-en-Josas ainsi que son gendre Louis Joxe (1901-1991), qui est inhumé dans la commune.
- Lucien Bechmann (1880-1968), architecte y demeura.
- Matthieu Galey (1934-1984), écrivain, fit souvent des séjours chez ses grands-parents Bechmann.
- Pierre Vernimmen (1946-1996), professeur de finance à HEC et auteur du Vernimmen, possédait une maison à Jouy-en-Josas où il est enterré.

#### Personnalités contemporaines
- La journaliste et présentatrice Anne Depétrini a résidé dans les hauteurs jovaciennes.
- Le chanteur français Christophe, habitant alors à Juvisy-sur-Orge, aurait composé les paroles de sa célèbre chanson Aline au café-restaurant Le Robin des Bois, en face de la gare[réf. nécessaire].
- L'animateur de télévision Vincent Lagaf' y possède une maison[52].
- Le groupe légendaire Velvet Underground (Lou Reed) se reforme le 15 juin 1990, le temps d’un concert lors d’une rétrospective Andy Warhol à Jouy-en-Josas.

### Héraldique
| Blason de Jouy-en-Josas | Blason  | D’azur à la colonne d’argent sommée d’un coq du même, crêté et barbé de gueules, au chef du même chargé de trois quintefeuilles d’or. |
| Blason de Jouy-en-Josas | Détails | Le statut officiel du blason reste à déterminer.                                                                                      |

## Pour approfondir